# کچی (کانزاس)
کچی (به انگلیسی: Kechi) شهری در ایالت کانزاس کشور ایالات متحده آمریکا است که جمعیت آن در سرشماری سال ۲۰۱۰ میلادی، ۱٬۹۰۹ نفر بوده‌است.